# Massaker von Winnyzja (1937/1938)

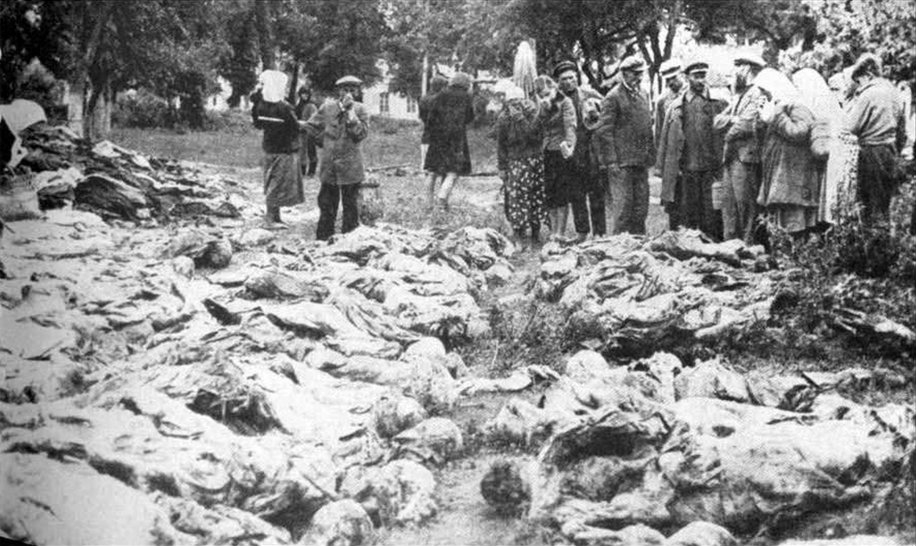
Untersuchung der Leichen, 1943

Als Massaker von Winnyzja wird eine Serie von Massenerschießungen in den Jahren 1937/38 durch Kräfte des sowjetischen Geheimdienstes NKWD in der ukrainischen (damals sowjetischen) Stadt Winnyzja, russisch Winniza, bezeichnet, bei denen mindestens 9432 Menschen umkamen.

## Der „Große Terror“ in der Sowjetunion
Ende 1934 beschloss das ZK der KPdSU in Erwartung eines Angriffskrieges gegen die Sowjetunion, die Sicherheit in den grenznahen Gebieten dadurch zu erhöhen, dass kompakte polnische und deutsche Siedlungen ins Landesinnere verlegt wurden. Das Konzept beruhte auf einem Generalverdacht gegenüber nationalen Minderheiten, die im Verbund der Sowjetunion nicht über eine Republik verfügten, in der sie die Titularnation gestellt hätten und als potentielle „Fünfte Kolonnen“ wahrgenommen wurden. Diese Maßnahmen, die sich zusätzlich gegen „antisowjetische Elemente“ richten sollte, betrafen auch das Gebiet Winnyzja. Vom Frühjahr 1935 bis zum Jahresbeginn 1936 wurden auf Grundlage dieser Beschlüsse mehrere Zehntausend Polen und Deutsche umgesiedelt.
Nachdem 1936 Nikolai Jeschow NKWD-Chef geworden war und Stalin im Jahr darauf auf dem Februar-März-Plenum des ZK der WKP(b) die Verschärfung des Klassenkampfes verkündet hatte, überzog der sowjetische Geheimdienst in den Jahren 1937/38 die gesamte Sowjetunion mit unzähligen Verhaftungen und Hinrichtungen. Diese sogenannten Säuberungen richteten sich gegen alle Bevölkerungsgruppen. In besonderem Ausmaß waren jedoch Mitglieder der KPdSU betroffen: In der Ukraine fielen etwa 37 % der Parteimitglieder, etwa 170.000 Personen, den „Säuberungen“ zum Opfer, da Partei- und Staatsapparat „erneuert“ werden sollten. Als Erstes war die Spitze der ukrainischen Kommunisten betroffen. Nach Jeschows Amtsantritt wurden 25 des Trotzkismus, Sinowewismus und ukrainischen Nationalismus beschuldigte Mitglieder und Kandidaten des ZK der KP(b)U ausgeschlossen und verhaftet, eine zweite Welle traf die Verbliebenen im Februar 1937. Im August 1937 wurden 16 Mitglieder des Oblkom der KP(b)U in Winnyzja verhaftet, Ende des Jahres fand die Hinrichtung des vormaligen 1. Sekretärs des Oblkom der Partei, W. Tschernjawskyj, statt – die Repressionen hatten die lokalen Ebenen erreicht.
Zu den Opfern des Terrors gehörten Kommunisten, Oppositionelle, bzw. Personen, die in früheren Zeiten in oppositionellen Organisationen tätig gewesen waren oder in den Bürgerkriegen gegen die Bolschewiki gekämpft hatten. Des Weiteren richteten sich die Repressionen gegen Angehörige und frühere Angehörige der „ausbeutenden Klassen“ – ehemalige Grundbesitzer, Kulaken, Angehörige des Bürgertums. In der Ukraine gerieten darüber hinaus des ukrainischen Nationalismus Verdächtigte in das Visier der Behörden.
Eine bedeutende Wende und den eigentlichen Beginn des großen Terrors stellte die Entscheidung des Politbüros des ZK der WKP(b) „über antisowjetische Elemente“ vom 2. Juli 1937 dar. Dieser NKWD-Befehl Nr. 00447 sah die Bildung sogenannter Trojki (russ.: Trojka, Plural Trojki – etwa „Dreiergruppe“) vor, die als Ersatzgerichte zu fungieren hatten. Die feindlichsten „anti-sowjetischen Elemente“ sollten umgehend von diesen Trojki abgeurteilt und hingerichtet werden, für die weniger aktiven war langjährige Verbannung vorgesehen. Die ausführenden Organe bekamen fünf Tage Zeit, die Trojki zu bilden und Zahlen über die voraussichtlich zu Erschießenden und zu Deportierenden nach Moskau zu schicken. Diese kurze Frist führte zu einer gewissen Hektik im Apparat, bereits am 23. Juli 1937 bestätigte das ZK der WKP(b) die Zusammensetzung der Trojka im Gebiet Winnyzja, bestehend aus dem 1. Sekretär des Obkom der Partei, W. Tschernjawskyj, dem Leiter des NKWD der Oblast, N. Timofejew, und dem leitenden Staatsanwalt der Oblast, A. Jaroschewskyj. Das Politbüro in Moskau erteilte am 31. Juli 1937 den Befehl, dass die Aktionen am 5. August beginnen und nach vier Monaten eingestellt werden sollten. Eine weitere Beschleunigung erhielt die mörderische Dynamik durch den Beschluss des ZK der WKP(b) vom 11. September 1937, die Durchführung der Verfahren vor den Trojki noch weiter zu vereinfachen. Die aufgrund der nach Moskau gemeldeten Zahlen festgelegten Quoten sahen für die gesamte Sowjetunion 259.450 Verhaftungen vor, von denen 72.950 erschossen werden sollten. Das Limit wurde mehrfach erhöht.

### Der „Große Terror“ im Gebiet Winnyzja
Für die Oblast Winnyzja lauteten die Zahlen zunächst 6.300 Verhaftete, davon 2.200 zu Erschießende. Die soziale Zusammensetzung der bis zum 7. November 5.502 Verhafteten, davon gehörten 1.592 zur „Kategorie I“ (erschießen), weist auf den Massencharakter der Repressionen hin: Kolchosenarbeiter (1.465) und Personen ohne feste Beschäftigung (2.133) machten die Mehrzahl aus, aber es waren auch 59 Angehörige des Staatsapparates unter ihnen.
Dieser ersten Verhaftungswelle folgten weitere, die sich jeweils spezifisch gegen bestimmte Bevölkerungsgruppen richteten. Mehrfach gerieten Polen ins Visier, ehemalige Soldaten und Kriegsgefangene, Angehörige der PPS, politische Flüchtlinge und Personen, die beschuldigt wurden Konterrevolutionäre zu sein. Bis Mitte Februar 1938 fanden auf diese Weise mehr als 3.000 Polen den Tod. In der zweiten Jahreshälfte 1937 und Anfang 1938 gab das ZK der WKP(b) diverse Anordnungen und Zirkulare heraus, die die jeweils zu verfolgenden Gruppen konkret benannte. Dies waren „Zionisten“ (so der verklausulierte Sprachgebrauch als es um Juden ging), Griechen, Chinesen, ukrainische Nationalisten, Iraner, Afghanen u. a.
In einem Rechenschaftsbericht gab der NKWD bekannt, in der Oblast Winnyzja vom 1. Juli 1937 bis zum 10. Februar 1938 18.048 Verhaftungen vorgenommen zu haben. 12.884 dieser Menschen wurden verurteilt, 6.376 zum Tode, 6.508 zu Verbannung. Nach den Kategorien des NKWD befanden sich unter diesen Menschen polnische Konterrevolutionäre und Spione (6.930), ukrainische Nationalisten (3.101), rumänische Spione (1.110), Konterrevolutionäre aus Kirchen und Sekten (1.167) und andere.
Insgesamt sind während des großen Terrors 1937/38 in der Oblast Winnyzja 20.001 Personen verhaftet worden, von denen 13.475 hingerichtet wurden. Neben den in aller Heimlichkeit vorgenommenen Prozessen und Erschießungen gab es auch Schauprozesse, die die Öffentlichkeit von der Existenz verbreiteter Sabotage überzeugen sollten, um somit von den Fehlern der politischen Führung auf wirtschaftlichem Gebiete abzulenken.

### Ende des Terrors und weiterer Terror
Das ZK der WKP(b) beendete den Terror nach ersten Kritiken, die während des Februarplenums 1938 geäußert wurden, durch Direktiven vom 15. und 17. November 1938, die die Abschaffung der Trojki und das Verbot der Massenaktionen für Verhaftungen und Deportationen verkündeten.
Kurz darauf, am 25. November 1938 wurde Jeschow durch Beria abgelöst, es begann eine Säuberung der Organe der Staatssicherheit. Von Ende 1939 bis Anfang 1940 wurden in Prozessen Angehörige des NKWD auf Oblast-Ebene wegen Gesetzesverletzungen und unbegründeten Verhaftungen zur Verantwortung gezogen.
In Winnyzja betrafen diese Prozesse den abgesetzten Oblast-Chef des NKWD, I. Korabljow sowie seine Untergebenen. Korabljow wurde in einem Prozess, der vom 26. April bis zum 6. Mai 1941 dauerte, zum Tode verurteilt, später jedoch zu zehn Jahren Zwangsarbeit begnadigt. Die unteren Ränge kamen mit deutlich milderen Strafen davon.

## Berichte von Untersuchungskommissionen

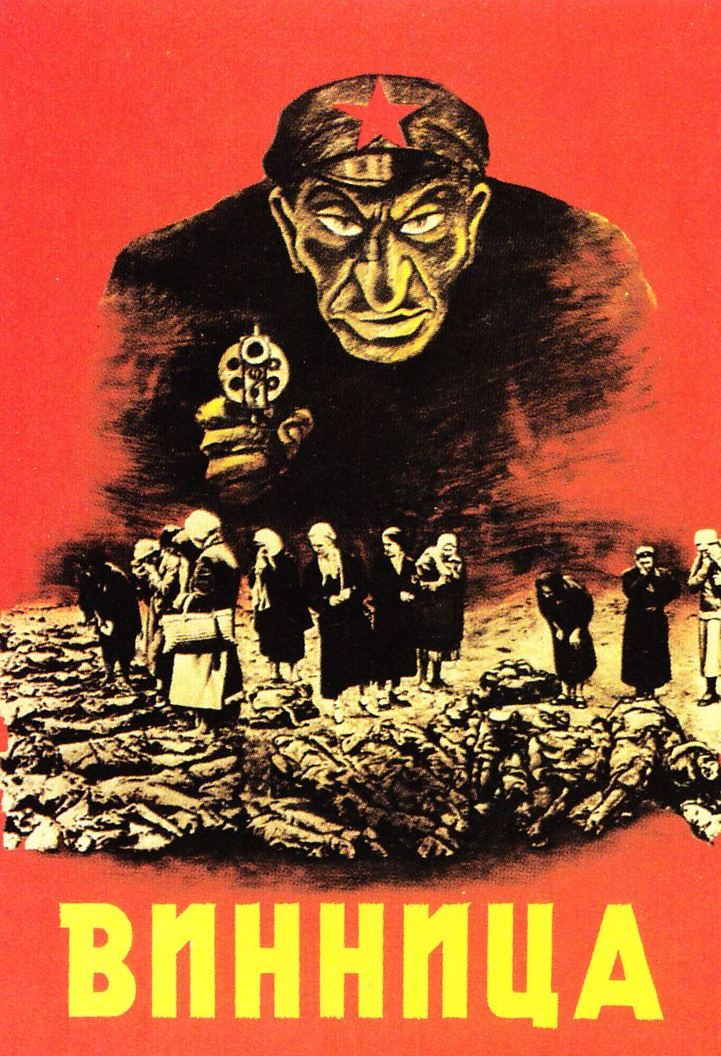
In der NS-Propaganda wurden die NKWD-Morde als jüdisch-kommunistisches Verbrechen an Ukrainern dargestellt. Die auf dem Propagandaplakat von 1943 abgebildete Person trägt neben dem Roten Stern die damals in der Propaganda üblichen Eigenschaften „des Juden“: Hakennase, große Ohren, „asiatische“ Gesichtszüge, verschlagene Körperhaltung.

Die im Juli 1943 von der SS aus Berlin entsandte Mordkommission registrierte bei einer öffentlichen Exhumierung 9.432 Leichen, darunter 169 Frauen, aus Massengräbern an drei Orten, einer Obstplantage, dem russisch-orthodoxen Friedhof, und im öffentlichen „Gorki-Park“ in Stadionnähe. Mit einer Ausnahme waren alle männlichen Opfer gefesselt, die meisten durch Kopfschüsse aus Kleinkaliberwaffen getötet worden. 395 waren durch stumpfe Gegenstände erschlagen worden. Von den Toten konnten 679 identifiziert werden. Die Opfer waren beschuldigt worden, sogenannte „Volksfeinde“ zu sein. Sie waren zu einem Großteil Arbeiter aus Landwirtschaftskollektiven und Priester.
Die nationalsozialistischen Behörden luden Forensikfachleute einer internationalen Kommission von Gerichtsmedizinern aus elf mit Deutschland verbündeten, besetzten oder neutralen Staaten sowie Journalisten aus vielen Ländern als Beobachter zu den Exhumierungen ein in der Hoffnung, auf diese Weise die internationale Aufmerksamkeit in ähnlicher Weise auf den „jüdischen Bolschewismus“ der Sowjetunion lenken zu können wie wenige Monate zuvor nach der Entdeckung des Massakers von Katyn an mehr als 4000 polnischen Offizieren. Diese gerichtsmedizinische Kommission kam zu dem Schluss, dass die Opfer in den Jahren 1937/38 vom NKWD ermordet wurden. Ihr gehörten der Ungar Ferenc Orsós und der Rumäne Alexandru Birkle an, die bereits im April 1943 Mitglieder der Internationalen Ärztekommission von Katyn gewesen waren.
Nach mehrmonatigen Untersuchungen erstattete eine gerichtsmedizinische Kommission von dreizehn deutschen Universitäten unter der Leitung von Gerhard Schrader (Universität Halle), des Vorsitzenden der deutschen Gesellschaft für Gerichtsmedizin, einen Bericht, der 1944 unter dem Titel Amtliches Material zum Massenmord von Winniza veröffentlicht wurde.
Das Massaker wurde auch durch die Vernehmung von in die USA geflohenen ukrainischen Zeugen im Rahmen einer Untersuchung des Komitee für unamerikanische Umtriebe 1959 gegen Nikita Chruschtschow und durch Material aus den teilweise geöffneten sowjetischen Archiven nach 1990 bestätigt.

## Diskursive Bedeutung der NKWD-Morde in Winnyzja
Dass die SS die Opfer des Massakers durch den NKWD öffentlich exhumieren ließ, während wenige Kilometer entfernt die Massengräber der jüdischen Bevölkerung Winnyzjas lagen, die die SS wenige Monate ebendort zuvor brutal ausgelöscht hatte, wurde als „beispiellose Unverfrorenheit“ bewertet. (siehe Winnyzja).
Die Morde in Winnyzja wurden von Anfang an vielfach für politische Zwecke instrumentalisiert. Nur selten ging es um die wissenschaftliche Aufarbeitung oder das ehrliche Gedenken an die Toten. Letzteres fand in Winnyzja selbst ausschließlich privat statt, das Verbrechen war nicht als sowjetisches anerkannt, es gab keine Denkmäler und der Gedenkort, den der 1943 angelegte Ehrenfriedhof darstellte, war eingeebnet worden. Erst Glasnost und Perestroika sowie die ukrainische Unabhängigkeit 1991 öffneten Wege für ein öffentliches Gedenken vor Ort.

### Winnyzja als Mittel der Propaganda
Die Funde von Winnyzja wurden (ähnlich denen von Katyn) von der deutschen Regierung zur Propaganda gegen die Sowjetunion verwendet, während die Sowjetunion dem Deutschen Reich vorwarf, seinerseits für die Morde verantwortlich zu sein. Während des Kalten Kriegs wurden 1959 in den USA vor dem Komitee für unamerikanische Umtriebe Anhörungen zu den Ereignissen von Winnyzja abgehalten, um den sowjetischen Staats- und Parteichef Nikita Chruschtschow zu belasten, der seit 1938 als Vorsitzender des Zentralkomitees der Kommunistischen Partei der Ukraine faktischer Machthaber in der ukrainischen Sowjetrepublik gewesen war. Erst 1988 erschien in einer sowjetischen Zeitschrift der erste Artikel, der den NKWD für die Massenmorde verantwortlich machte. Nach dem Zusammenbruch der Sowjetunion und der Unabhängigkeit der Ukraine wurde das Massaker auch als Teil einer Auslöschungspolitik Stalins gegenüber der Ukraine dargestellt.

### Gedenken
Auf dem 1943 angelegten Friedhof, auf den die Toten von den drei Fundstellen umgebettet worden waren, wurde kurz nach der Befreiung der Stadt durch sowjetische Truppen ein Denkmal „für die Opfer des Faschismus“ errichtet. Auf diese Weise sollte das Andenken an das NKWD-Verbrechen getilgt werden. Während der Tauwetterperiode entfernte man das Denkmal ohne offizielle Erklärung, dieser Teil des Friedhofs blieb nun ohne jeden Hinweis auf die dort Beigesetzten. Anfang der 1970er Jahre wurde auf einem Teil der Gräber ein Gebäude für Bestattungsfeierlichkeiten errichtet.
Die Gesellschaft Memorial forderte 1989 die Aufklärung der Massenmorde und erreichte eine Untersuchung durch die Staatsanwaltschaft. Auf deren Veranlassung wurden Grabungen auf dem Friedhofsgelände vorgenommen, die Leichen zu Tage förderten, die die bereits im deutschen Untersuchungsbericht von 1943 beschriebenen Charakteristika, wie auf dem Rücken gefesselte Arme und Schussverletzungen am Hinterkopf, aufwiesen. Die Staatsanwaltschaft kam nach den Exhumierungen und Quellenstudien zu dem Schluss, dass es sich bei den Bestatteten um die Opfer außergesetzlicher Hinrichtungen durch den NKWD handele. Nach dieser offiziellen Bestätigung wurde noch im gleichen Jahr ein Denkmal an dem Gebäude aus den 1970er Jahren errichtet, das an die „Opfer des kommunistisch-totalitären Regimes“ erinnert. Ein Jahr später übernahm die Ukrainische Autokephale Orthodoxe Kirche das Gebäude, ergänzte es durch einen Turm mit Kuppel und weihte es zur Kirche. In Ermangelung eines anderen Gedenkortes finden an diesem Denkmal auch Versammlungen statt, die nicht direkt mit den Morden des NKWD von 1937/38 verbunden sind, beispielsweise die Gedenkveranstaltung am landesweiten Trauertag am letzten Novembersamstag zu Ehren der Opfer der Hungerkatastrophe der Jahre 1932/33.
Hinter der Kirche ließ der Sohn eines ukraine-deutschen Opfers des NKWD um das Jahr 2000 ein Denkmal für seinen Vater, August Erich Lauterbach, errichten. Es ist das einzige Denkmal in Winnyzja, das Namen der NKWD-Opfer nennt.

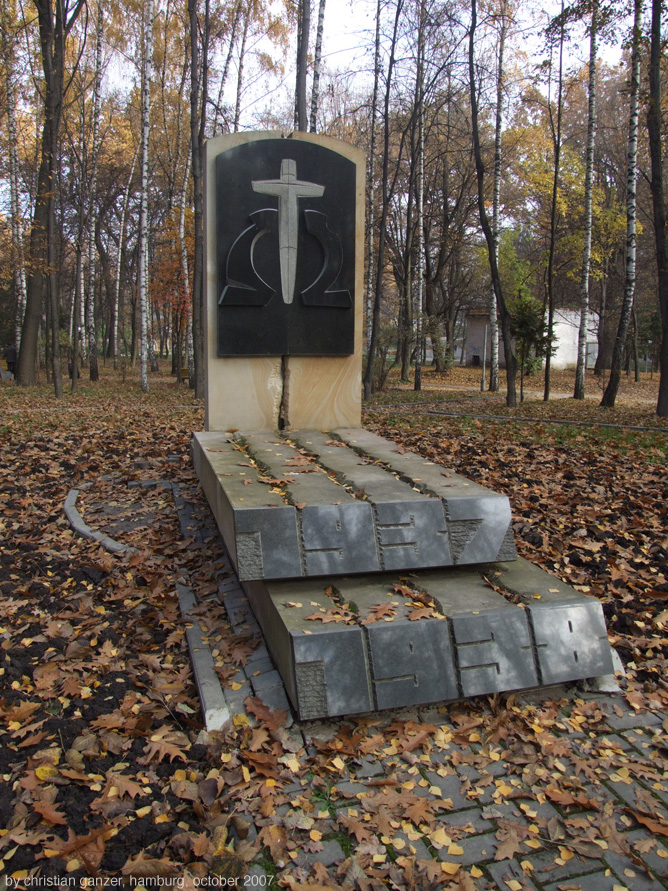
Denkmal für die NKWD-Opfer an der Stelle, an der 1943 im Gorki-Park die Massengräber gefunden worden waren

Weitere Denkmäler befinden sich an den früheren Fundstellen der Massengräber. Im Gorki-Park erinnern gleich zwei an die Opfer. Im unteren Bereich Vorderseite des neueren, im Juni 2005 eingeweihten, sind die Jahreszahlen 1937 und 1938 herausgemeißelt, die Tafel im oberen Bereich bildet den Buchstaben Omega ab; dieser wird in einer etwas unverständlichen Symbolsprache von einem Kreuz in zwei Hälften geteilt. Auf der Marmortafel, die an der Rückseite des von einem Rundweg umgebenen Denkmals angebracht ist, steht geschrieben: „Den Opfern des totalitären Regimes, die unschuldig gelitten haben.“ Ein zweites Denkmal in Form eines schlichten Kreuzes aus Eisenrohr befindet sich unmittelbar gegenüber dem Kino- und Konzertsaal „Raduga“. An ihm ist eine Tafel mit der Aufschrift „Den Opfern der Stalinschen Repressionen 1936-1941, 1944“ angebracht.

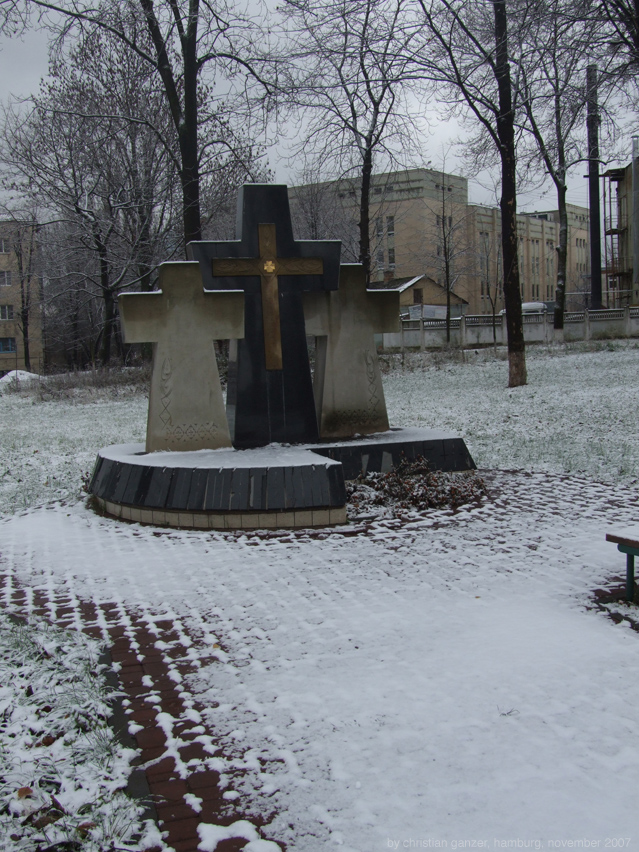
Denkmal in der Nähe des „Alten Friedhof“, auf dem ebenfalls Massengräber entdeckt worden waren

Ebenfalls im Juni 2005 wurde gegenüber dem Park vor der Heiligen Auferstehungskirche an der Chmelnyzkyj-Chaussee ein Denkmal errichtet, das drei Kreuze darstellt. Die Inschrift im flachen, runden Sockel ist aufgrund ihrer Gestaltung kaum zu entziffern. Sie lautet: „Gedenken wir den unschuldig Getöteten, 1937/1938.“ Dieser Gedenkstein befindet sich nicht genau am Orte der früheren Massengräber, die auf dem Alten Friedhof auf der rückwärtigen Seite der Kirche gefunden worden waren. Der Friedhof besteht schon lange nicht mehr, hier erinnert nichts an die Tragödie der 1930er Jahre. Auf einem Teilstück des ehemaligen Friedhofs, auf dem sich einige der Massengräber befunden hatten, wurde vor etwa 20 Jahren ein mehrgeschossiges Wohnhaus errichtet.
Am Ort des Obstgartens, in dem 1943 die ersten Leichen gefunden worden waren (heute an der Ecke Chmelnyzkyj-Chaussee/Straße 40 Jahre des Sieges), erinnert nichts an die Geschehnisse der 1930er Jahre. Ein Teil des Geländes ist, zum Teil mit sehr neuen Häusern, bebaut. Auch am früheren NKWD-Gebäudekomplex, in dessen Garagenbereich die Erschießungen vorgenommen worden waren, erinnert nichts an die blutige Vergangenheit. Da der Komplex heute den Sicherheitsdienst der Ukraine (SBU) beherbergt, ist auch das Fotografieren der noch immer existenten Garagen strikt verboten.
Die Administration der Oblast hat Gelder für die Herausgabe einer umfangreichen Dokumentation bereitgestellt und eine Kommission aus Historikern, Archivaren und anderen zusammengestellt. 2006 erschien der erste Band des auf zehn Bände konzipierten Werkes. Er enthält Artikel zum Thema sowie eine große Anzahl von Quellen. Die weiteren Bände, deren erster 2008 erscheinen sollte, sind als Nekrolog geplant. In ihnen sollen alle Opfer der stalinschen Repressionen aus der Oblast Winnyzja mit einer Kurzbiographie gewürdigt werden.